# Von Oberndorff

Nederlands geslachtswapen (1936)

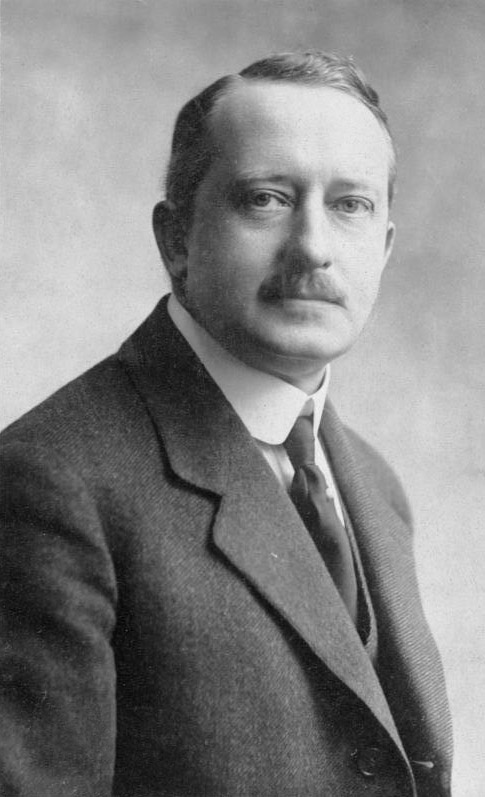
Alfred von Oberndorff (1870-1963), Duits diplomaat (1910)

Von Oberndorff is een oeradellijk geslacht waarvan alle leden sinds 1790 de titel van graaf of gravin voeren. Het geslacht komt oorspronkelijk uit Bovenpfaltz.

## Geschiedenis

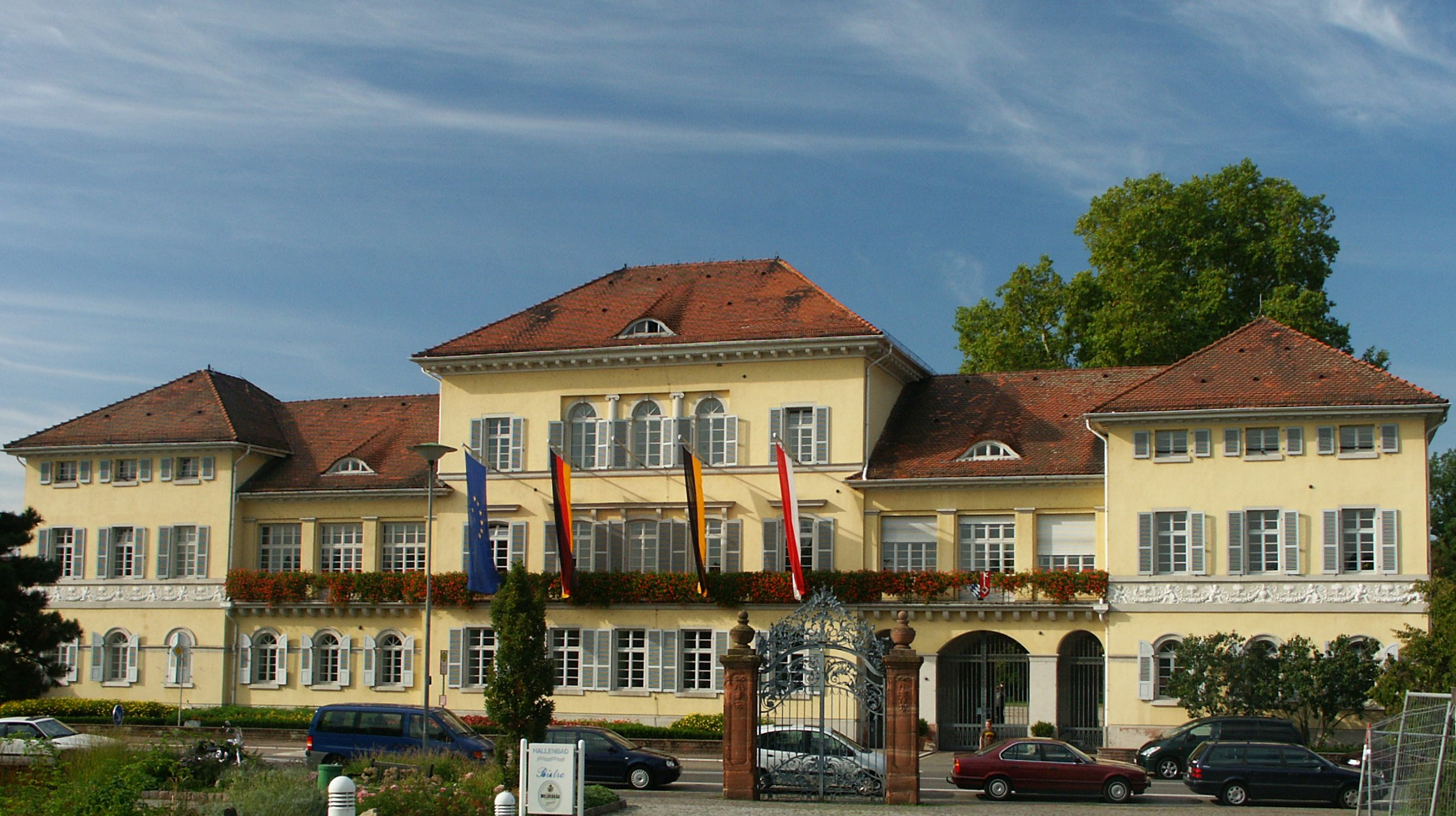
Schloss Neckarhausen (2004)

De bewezen stamreeks begint met Conradus de Oberndorf die als getuige en borgman van Waldeck (Bovenpfaltz) in 1244 wordt vermeld. In 1790 werden verscheidene telgen verheven tot graaf van het Heilige Roomse Rijk. In 1904 trouwde de Duitse gezant dr. Alfred M.F.F.C. graaf von Oberndorff (1870-1963) te Parijs met de Nederlandse jkvr. Marguérite I.V.E. de Stuers (1878-1930), dochter van mr. Alphonse Lambert Eugène ridder de Stuers (1841-1919), Nederlands gevolmachtigd minister in Parijs, telgen uit het geslacht De Stuers.
In 1933 liet hun enige, in Brussel geboren zoon Charles A.A.M.F.A. von Oberndorff (1906-1998) zich naturaliseren tot Nederlander. In 1936 liet hij zich inlijven in de Nederlandse adel en verkreeg de titel van graaf op allen. Zijn zes kinderen werden allen in 's-Gravenhage geboren. De Nederlandse chef de famille is sinds het overlijden van Peter Graf von Oberndorff (1925-1985) ook hoofd van het Duitse geslacht.
Een bijzonderheid is dat alle afstammelingen geboren in de 19e en 20e eeuw de voornaam Fortunat(us)/Fortunata dragen.
In 2001 leefden er nog vier mannelijke telgen van het Duitse en Nederlandse adelsgeslacht: de chef de famille en zijn drie zonen, van wie de laatste geboren was in 1981. (In 2013 werd nog bij een van de zonen een zoon geboren.)
Van 1777 tot 1960 was het geslacht in het bezit van Schloss Neckarhausen in Edingen-Neckarhausen.

## Enkele telgen
Johann Wilhelm Ignaz Fortunat Maria von Oberndorff (1722-1774), de eerste met Fortunat in zijn naam
- Christian Joseph Maria Fortunat graaf von Oberndorff, heer van Neckarhausen, enz. (1762-1809), kamerheer
  - Alfred graaf von Oberndorff, heer van Neckarhausen, enz. (1802-1888), Beiers kamerheer
    - Friedrich graaf von Oberndorff, heer van Neckarhausen (1829-1913), ritmeester, Koninklijk en Keizerlijk kamerheer
      - Franz graaf von Oberndorff, heer van Neckarhausen (1862-1920), referendaris
        - Dr. Fritz graaf von Oberndorff, heer van Neckarhausen (1891-1970), officier, verkocht in 1960 Schloss Neckarhausen

    - Karl graaf von Oberndorff (1834-1925), koninklijk en keizerlijk kamerheer
      - Alfred graaf von Oberndorff (1870-1963), Duits diplomaat[1]
        - Charles A.A.M.F.A. (Nederlands) graaf von Oberndorff (1906-1998), lid van de NSB en in 1935 de 'minister van Buitenlandse Zaken' van Anton Mussert genoemd,[2] in 1940 adjudant van Arnold Meijer, leider van het Nationaal Front[3] en lid van de Politieke Kamer van het Nationaal Front,[4] hoofdambtenaar bij een Nederlands ministerie, kunstschilder, ingelijfd in de Nederlandse adel[5]
          - Rita M.L.J.C.F. gravin von Oberndorff (1930), oud-burgemeester van Cambo-les-Bains van 1980 tot 1989 als opvolgster van haar man, de medicus en Franse senator Michel Labéguerie (1921-1980)[6]
          - Liduina M.F. gravin von Oberndorff (1933), restaurator bij het Louvre;[7] trouwde in 1958 met Sir Peter Petrie, 5e baronet of Carrowcarden (1932), oud-ambassadeur van Groot-Brittannië[8]
          - Fortunata M.P.F. gravin von Oberndorff (1936), beeldhouwer en kunstschilder; trouwde in 1958 met drs. François Marie Leon baron van Geen (1933), oud-ambassadeur, telg uit het geslacht Van Geen
          - Geneviève M.F. gravin von Oberndorff (1940); trouwde in 1965 met drs. Thomas M.T.M. Kasteel (1935), Nederlands oud-ambassadeur
          - Joannes M.F.F. graaf von Oberndorff (1943), directeur bedrijf, chef de famille van het Nederlandse en Duitse geslacht, wonende te Brussel

### Adellijke allianties
- De Stuers (1904), Sauvan d'Aramon (1928, Franse adel), Van Geen (1958), De Jamblinne de Meux (1972, Belgische adel), Francqui (2009, verloving, Belgische adel)

D'Aubremé † ·
Bentinck † ·
Van den Bosch ·
De Borchgrave d'Altena ·
Van Bylandt ·
Du Chastel de la Howarderie † ·
Van Gronsfeld Diepenbrock † ·
Dumonceau ·
Van der Duyn † ·
Festetics de Tolna ·
De Ficquelmont † ·
De Geloes ·
Van der Goltz † ·
Van Heerdt † ·
Van Heiden † ·
De Hochepied ·
Van Hoensbroeck ·
Van Hogendorp · 
Von Hompesch-Rürich † · 
De Larrey † ·
Van Limburg Stirum · 
Van Lynden ·
De Marchant et d'Ansembourg ·
Van Nassau la Lecq † ·
De Norman d'Audenhove ·
Von Oberndorff ·
Van Oranje-Nassau van Amsberg · 
De Perponcher Sedlnitsky ·
Von Quadt ·
Van Randwijck ·
Von Ranzow ·
Van Rechteren ·
Van Reede † ·
Van Renesse † · 
De Riquet de Caraman ·
Schimmelpenninck ·
Zu Stolberg-Stolberg ·
Van Wassenaer † ·
Wolff Metternich † ·
Van Zuylen van Nijevelt

Geslachten die tot de adel van het Koninkrijk der Nederlanden behoren of hebben behoord. Lijst volgens opgave van de Hoge Raad van Adel. †: Geslacht uitgestorven of titel vervallen.